# Jutta Mägdefrau
Jutta Mägdefrau (* 1960 in Bielefeld) ist eine deutsche Schulpädagogin und die bisher einzige Professorin für Realschulpädagogik und -didaktik.

## Leben
Jutta Mägdefrau studierte an der Universität Bielefeld für das Lehramt in der Sekundarstufe I, für die Fächer Musik und Deutsch. Nach dem Referendariat für das Lehramt an Realschulen in Baden-Württemberg von 1984 bis 1986 war sie sieben Jahre als Lehrerin an verschiedenen Realschulen in Baden-Württemberg tätig.
Neben ihrer Tätigkeit als Realschullehrerin studierte Mägdefrau Erziehungswissenschaft an der Pädagogischen Hochschule Ludwigsburg und schloss 1995 mit dem Diplom ab.
Von 1996 bis 1999 war sie als wissenschaftliche Mitarbeiterin im Fach Erziehungswissenschaft an die Pädagogische Hochschule Freiburg zur Förderung des wissenschaftlichen Nachwuchses abgeordnet. 1999 wurde sie mit der Dissertation "Studium, beruflicher Werdegang und Aspekte berufsspezifischer Professionalität von Diplom-Pädagoginnen und Diplom-Pädagogen" promoviert. Nach mehrjähriger Tätigkeit als wissenschaftliche Assistentin am Institut für Erziehungswissenschaft II der Pädagogischen Hochschule Freiburg schloss sie 2005 ihre Habilitation an der Pädagogischen Hochschule Freiburg mit der Schrift "Bedürfnisse von Hauptschuljugendlichen – Empirische Explorationen und Ansätze einer pädagogischen Theorie der Bedürfnisse" ab und erwarb damit die venia legendi für die Erziehungswissenschaft.
2005 wurde Mägdefrau zur Professorin für Allgemeine Didaktik und Unterrichtsforschung an der Universität Paderborn ernannt. An der Universität Passau war sie ab 2007 Deutschlands bisher einzige Inhaberin einer Professur für Realschulpädagogik und -didaktik, seit 2014 hat sie den Lehrstuhl für Erziehungswissenschaft mit Schwerpunkt empirische Lehr-/Lernforschung inne.

## Schwerpunkte
Die Schwerpunkte von Mägdefrau liegen auf der Realschulpädagogik, insbesondere der Hinführung der Studenten zum Ersten Staatsexamen. Daneben arbeitet sie vor allem an der Einführung des in Bayern einmaligen Modellstudiengangs Bachelor of Education und Master of Education für das Lehramt an Realschulen. Ein weiterer Schwerpunkt liegt in der Lehrerbildung. Sie leitet im Zentrum für Lehrerbildung und Fachdidaktik den Bereich der empirischen Lehrerbildungs- und Schulentwicklungsforschung.

## Schriften (Auswahl)
- Diplom in Erziehungswissenschaft – was kommt danach? Eine Absolventenstudie an der Pädagogischen Hochschule Freiburg, Oberried bei Freiburg 2000, PAIS, ISBN 3-931992-10-1
- Bedürfnisse und Pädagogik. Eine Untersuchung an Hauptschulen, Bad Heilbrunn, Klinckhardt, ISBN 978-3-7815-1499-7
- mit Eva Schumacher: Pädagogik und soziale Ungleichheit. Aktuelle Beiträge – neue Herausforderungen, Bad Heilbrunn 2002, Klinckhardt, ISBN 3-7815-1213-4
- Bedürfnisse von Hauptschuljugendlichen – Empirische Explorationen und Ansätze einer pädagogischen Theorie der Bedürfnisse (im Druck)